# Mötet i Vadstena 1521
Mötet i Vadstena 1521 var en sammankomst som hölls i Vadstena för att diskutera och besluta om Sveriges angelägenheter. Det inleddes den 21 augusti och avslutades under samma månad 1521.
Efter en framgångsrik  inledning av befrielsekriget lett av Gustav Vasa kallades till ett riksmöte 21 augusti 1521. Det bestod av en relativt liten krets av stormän, främst från de södra landskapen, som inte varit aktiva i det hittillsvarande upproret.  På mötet erkändes Gustav Vasa av Götalandskapen som Sveriges rikes hövitsman och riksföreståndare. 